# Circuito de Guadarrama
El Circuito de Guadarrama fue un circuito de carreras que transcurría por el Puerto de Guadarrama, el Puerto de Navacerrada y por vías públicas, entre las provincias de Madrid y Segovia. Allí se corrió por primera vez un Gran Premio en España, en el año 1913.

## Gran Premio del RACE de 1913
El Gran Premio del RACE de 1913 fue organizado por el RACE siendo promotor principal Alfonso XIII, popularmente se le conoce como el primer Gran Premio de España aunque oficialmente no sea así. La prueba transcurría por las localidades de La Granja, Navacerrada, el cruce de la carretera de la estación de Villalba a Segovia con la de Madrid a la Coruña, Guadarrama, Alto del León, San Rafael, Revenga, Segovia y La Granja con un total de 309 km de longitud, divididos en tres vueltas al trazado. El vencedor fue Don Carlos Salamanca a bordo de un Rolls Royce de 70cv de potencia, que completó la carrera en un tiempo de tres horas y media. No se volvió a realizar otro Gran Premio en territorio nacional hasta diez años más tarde, fue en el 1923 con la inauguración del Circuito de Sitges-Terramar.

### Resultados GP del RACE de 1913
| Pos. | N.º                                   | Piloto                                             | Coche                                 | Cat.                                  | Tiempo                                |
| ---- | ------------------------------------- | -------------------------------------------------- | ------------------------------------- | ------------------------------------- | ------------------------------------- |
| 1    | 16                                    | Carlos de Salamanca                                | Rolls Royce                           | 5                                     | 3:34:11.6                             |
| 2    | 14                                    | César Pérez (M. de Aulencia)                       | Lorraine-Dietrich                     | 5                                     | +2:52                                 |
| 3    | 3                                     | George Eric Plattfort                              | Rolls Royce                           | 5                                     | +5:44                                 |
| 4    | 17                                    | Antoine Hubert (M. d'Avaray)                       | De Dion-Bouton                        | 4                                     | +15:32                                |
| 5    | 13                                    | Julio Labayen                                      | Panhard-Levassor                      | 3                                     | +16:45                                |
| 6    | 2                                     | Matias Oñate López (M. de Ugena)                   | Schneider                             | 4                                     | +33:39                                |
| 7    | 20                                    | Enrique de Tordesillas (C. de Padilla)             | Minerva                               | 4                                     | +34:11                                |
| 8    | 8                                     | Ángel G. Santibáñez                                | Panhard-Levassor                      | 3                                     | +44:07                                |
| 9    | 7                                     | José Mencos (D. de Zaragoza)                       | Mercedes                              | 3                                     | +45:46                                |
| 10   | 9                                     | Juan Román Manzano                                 | Opel                                  | 2                                     | +1:21:30                              |
| 11   | 10                                    | Juan B. García Ocaña                               | Delaunay                              | 3                                     | +1:28:14                              |
| Ret  | 11                                    | Leoncio Garnier                                    | Panhard-Levassor                      | 3                                     | ?                                     |
| Ret  | 18                                    | José Luís de Pedroso (M. de San Carlos de Pedroso) | De Dion-Bouton                        | 3                                     | Avería                                |
| Ret  | 19                                    | Arsenio Cebrián                                    | De Dion-Bouton                        | 3                                     | Motor                                 |
| Ret  | 6                                     | ? John Wm. Hedge                                   | Clément-Talbot                        | 5                                     | Motor                                 |
| Ret  | 12                                    | José Toda                                          | Schneider                             | 2                                     | Accidente                             |
| Ret  | 5                                     | Manuel San Román                                   | Humber                                | 2                                     | Dirección                             |
| DNS  | Sunbeam nº1, Excelsior nº4, SCAR nº15 | Sunbeam nº1, Excelsior nº4, SCAR nº15              | Sunbeam nº1, Excelsior nº4, SCAR nº15 | Sunbeam nº1, Excelsior nº4, SCAR nº15 | Sunbeam nº1, Excelsior nº4, SCAR nº15 |
|      |                                       |                                                    |                                       |                                       |                                       |
| V.R. | Carlos de Salamanca en 1h 10m 43s     | Carlos de Salamanca en 1h 10m 43s                  | Carlos de Salamanca en 1h 10m 43s     | Carlos de Salamanca en 1h 10m 43s     | Carlos de Salamanca en 1h 10m 43s     |

| Categoría | Fuerza (Cv) |
| --------- | ----------- |
| 2         | 21 a 31     |
| 3         | 31 a 45     |
| 4         | 45 a 60     |
| 5         | 60 a 75     |

## XII Horas de Guadarrama
En los años 20 se disputaron en él durante varios años las XII Horas de Guadarrama, la que quizás fuese la primera prueba de resistencia en España antes de las disputadas en Lasarte. Competían en esa prueba motos, sidecars y autociclos sin cerrarse el tráfico rodado durante el transcurso de la prueba. El trazado usado era el mismo que en 1913, solo que sin pasar por Segovia y trasladándose la línea de meta de San Ildefonso a Guadarrama.